# Ljuben Popow
Ljuben Popow, bułg. Любен Попов (ur. 28 stycznia 1936 w Pazardżiku) – bułgarski szachista, mistrz międzynarodowy od 1965 roku.

## Kariera szachowa
W latach 60. i 70. XX wieku należał do ścisłej czołówki bułgarskich szachistów. Wielokrotnie startował w finałach indywidualnych mistrzostw kraju, zdobywając 5 medali: złoty (1970) oraz cztery brązowe (1959, 1962, 1963, 1971). Pomiędzy 1962 a 1982 siedmiokrotnie reprezentował narodowe barwy na szachowych olimpiadach (najlepszy wynik: Nicea 1974 – IV miejsce), był również (w latach 1970–1980) trzykrotnym uczestnikiem drużynowych mistrzostw Europy, na których zdobył dwa medale za wyniki indywidualne na VIII szachownicy: złoty (1980) oraz brązowy (1977). W 1958 zdobył w Warnie tytuł drużynowego wicemistrza, a w 1959 w Budapeszcie – drużynowego mistrza świata studentów. W latach 1971–1982 ośmiokrotnie wystąpił w narodowym zespole na drużynowych mistrzostwach państw bałkańskich, łącznie zdobywając 14 medali (8 wspólnie z drużyną oraz 6 za wyniki indywidualne), w tym 5 złotych.
Trzykrotnie (Budapeszt 1960, Enschede 1963, Warszawa 1979) startował w turniejach strefowych (eliminacjach mistrzostw świata). Odniósł szereg sukcesów w turniejach międzynarodowych, m.in. dz. III m. w Čačaku (1970), II m. w Warnie (1970), dwukrotnie dz. I m. w Reggio Emilii (1972/73, wspólnie z Levente Lengyelem i Eugenio Torre oraz 1973/74, wspólnie z Gyulą Saxem i Jürgenem Dueballem), I m. w Płowdiwie (1973), II m. w Wijk aan Zee (1974, turniej B, za Bojanem Kurajicą), III m. w Płowdiwie (1974), dz. II m. w Nowym Sadzie (1976), dz. II m. w Vukovarze (1976), dz. III m. w Čoka (1977), dz. I m. w Albenie (1977), III m. w Płowdiwie (1980), I m. w Rzymie (1981, turniej B) oraz dz. II m. w Płowdiwie (1981).
Najwyższy ranking w karierze osiągnął 1 lipca 1973, z wynikiem 2470 punktów dzielił wówczas 3-4. miejsce (za Iwanem Radułowem i Nikoła Pydewskim, wspólnie z Ljubenem Spasowem) wśród bułgarskich szachistów.